# 사가노 관광철도
사가노 관광철도(嵯峨野観光鉄道)는 서일본 여객철도의 자회사로 사가노 관광선을 운영하는 철도회사이다. 사가노 관광선은 아라시야마의 토롯코 사가에서 JR 서일본의 사가노선의 대체 선로를 통해 호즈강을 따라 협곡을 거쳐 가메오카까지 운행된다.